# Coupe du monde d'escalade de 1996
Navigation
7e édition 9e édition
La Coupe du monde d'escalade de 1996 consiste en une série de trois compétitions d'escalade de difficulté qui ont lieu entre le 19 septembre et le 15 décembre 1996 dans trois pays européens différents.

## Présentation
Cette huitième édition de la Coupe du monde d'escalade est organisée par la Commission escalade de compétition de l'Union internationale des associations d'alpinisme (UIAA). Cette compétition qui s'étale sur plusieurs mois comporte trois étapes, toutes localisées en Europe, et programmées en automne.

## Classement général
Pour établir le classement général, les points des trois manches sont cumulés.
| Catégories | Or           | Or         | Argent         | Argent     | Bronze          | Bronze     |
| ---------- | ------------ | ---------- | -------------- | ---------- | --------------- | ---------- |
| Difficulté | Arnaud Petit | 255 points | François Petit | 245 points | Cristian Brenna | 200 points |
| Difficulté | Liv Sansoz   | 265 points | Laurence Guyon | 260 points | Stéphanie Bodet | 171 points |

## Étapes
La coupe du monde d'escalade 1996 s'est déroulée du 19 septembre au 15 décembre 1996, repartie en quatre étapes comprenant une discipline.
| Dates             | Lieu          | Difficulté | Bloc     | Vitesse  |
| ----------------- | ------------- | ---------- | -------- | -------- |
| 19 septembre 1996 | Ekaterinbourg | X          | -        | -        |
| 24 novembre 1996  | Kranj         | X          | -        | -        |
| 15 décembre 1996  | Graz          | X          | -        | -        |
| Total : 3 étapes  |               | 3 étapes   | 0 étapes | 0 étapes |

## Podiums des étapes

### Difficulté

#### Hommes
| Étapes       | Lieu                   | Or                 | Argent          | Bronze          |
| ------------ | ---------------------- | ------------------ | --------------- | --------------- |
| 19 septembre | Ekaterinbourg (Russie) | François Petit (4) | Luca Zardini    | Cristian Brenna |
| 24 novembre  | Kranj (Slovénie)       | Arnaud Petit       | François Petit  | David Caude     |
| 15 décembre  | Graz (Autriche)        | Arnaud Petit (2)   | Cristian Brenna | François Petit  |

#### Femmes
| Étapes       | Lieu                   | Or                 | Argent         | Bronze           |
| ------------ | ---------------------- | ------------------ | -------------- | ---------------- |
| 19 septembre | Ekaterinbourg (Russie) | Liv Sansoz         | Laurence Guyon | Elena Choumilova |
| 24 novembre  | Kranj (Slovénie)       | Laurence Guyon (3) | Muriel Sarkany | Liv Sansoz       |
| 15 décembre  | Graz (Autriche)        | Liv Sansoz (2)     | Laurence Guyon | Stéphanie Bodet  |